# Зневоднювальний елеватор

Рис.– Зневоднювальний елеватор: а) загальний вигляд; б) схема розташування ковшів 1- тяговий ланцюг; 2- ківш; 3- водовідний лист; 4 – корпус

Зневоднювальні елеватори застосовують у першій стадії зневоднення грудкових і зернистих продуктів. Зневоднення матеріалу відбувається при одночасному транспортуванні його з класифікаторів, багер-зумпфів, відсаджувальних машин, шлюзів, шнекових сепараторів.

## Загальний опис
Зневоднювальний елеватор (рис.) складається з двох тягових ланцюгів 1 з прикріпленими до них перфорованими ковшами 2. При русі ланцюгів ковші поблизу нижньої зірочки елеватора зачерпують матеріал і транспортують його до верхньої зірочки. Передня стінка ковша – перфорована, а бокові суцільні. При русі ковшів вода проходить через отвори у перфорованій стінці і стікає в корпус 4. Процес зневоднення починається після того як навантажений ківш підніметься над рівнем води, що заповнює нижню частину елеватора. Довжина зони зневоднення повинна бути не менше 4 м по вертикалі. При русі ковшів вода проходить через отвори в стінках і стікає у кожух елеватора.
Зневоднювальні елеватори випускають двох типів: із розосередженим ЕО і з зосередженим кріпленням ковшів ЕОС. Для попередження стоку води з верхнього ковша у нижній елеватори з розосередженим кріпленням ковшів установлюють під кутом нахилу 60–70º, в елеваторах із зосередженим кріпленням ковшів, які встановлюють під кутом нахилу до 75º, передбачений водовідвідний лист 3. 
Елеватори із зосередженим кріпленням ковшів ЕОС мають переваги в порівнянні з елеваторами з розосередженим кріпленням ковшів ЕО: збільшений кут нахилу елеватора, в 1,5 раза збільшену продуктивність, на 1–2 % нижчу вологість зневодненого продукту. Кінцева вологість зневоднених продуктів крупних і дрібних класів вугілля становить відповідно 10–16 і 16–25 %. Вологість відходів після зневоднення становить 13 %.
Швидкість руху стрічок елеватора приймається для крупних класів 0,25—0,27, для дрібних класів 0,15—0,17; для промпродукту 0,3—0,38 м/с.
Корисна довжина елеватора при відомій швидкості визначається часом зневоднення продуктів:
- для крупних класів не меншого 17—18 год 
- для дрібних — 27—29 годин. 
Загальна довжина елеватора рівна сумі, що складається з корисної довжини, довжини нижче за рівень води в елеваторі і довжини його  приводної частини. 
Зневоднення в елеваторах слід вважати попереднім. Вологість продуктів після зневоднення в ковшових елеваторах залежить від часу зневоднення і крупності зневоднюючих продуктів.

## Технічна характеристика зневоднюючих елеваторів
Технічна характеристика зневоднюючих елеваторів наведена у таблиці.

Ефективність зневоднення у елеваторах залежить від крупності продуктів, що зневоднюються, висоти зневоднювальної частини елеватора над рівнем води, швидкості переміщення ковшів і вмісту твердого у зливі.